# Fenyös
Koordinaten: 47° 30′ 15″ N, 16° 29′ 40″ O
Als Fenyös (gesprochen „Fenjöösch“) wird regional ein erloschener Vulkan westlich von Oberpullendorf bezeichnet. Der Name ist eingedeutscht hergeleitet von ungarisch Fenyős erdő ‚Föhrenwald‘. Einen deutschen Namen in dem Sinne gibt es nicht – er wurde einfach als Vulkan von Oberpullendorf bezeichnet und auf die ungarische Benennung verwiesen. Mit einer Höhe von 309 m ü. A. und der Besiedlung am Hang sowie bewaldeten Hängen sticht die Kuppe als Vulkan nicht sofort ins Auge – der Höhenunterschied zur Siedlung (Oberpullendorf auf 243 m) beträgt nur knapp über 50 Meter.

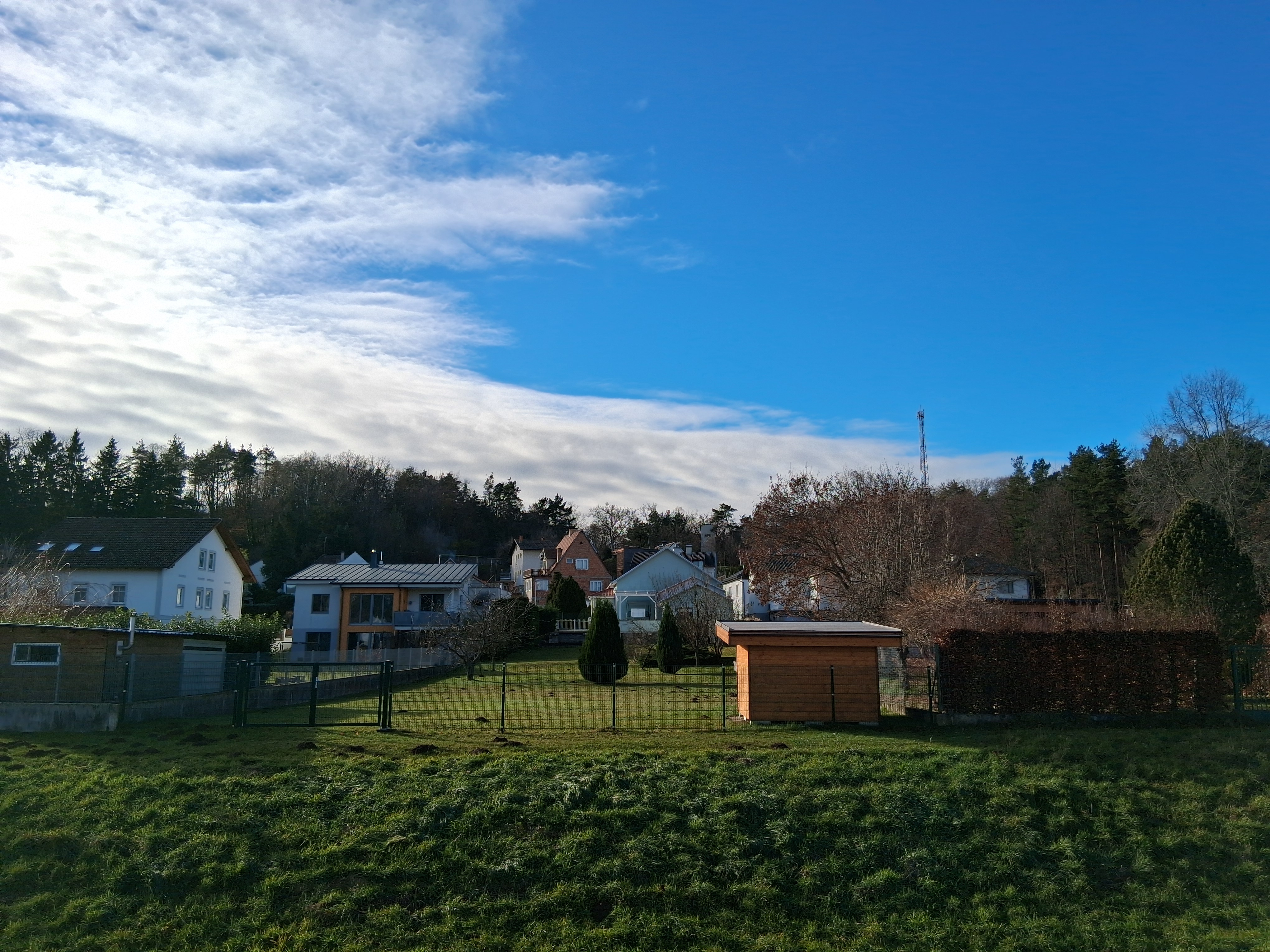
Blick vom linken Stooberbach-Ufer zum Steinbruch Fenyös zeigt den sehr geringen Unterschied zwischen Kuppe und Siedlung. Im Hintergrund erkennbar: Der Stromturm des Steinbruchs und ein Mobilfunksender

Auch sonst verweist oberflächlich nur der Steinbruch auf die einstige vulkanische Tätigkeit. Der Hügel ist mit Wald und Erde bedeckt, und auch Gräben wie im Nachbarhügel Biri sind zu finden.

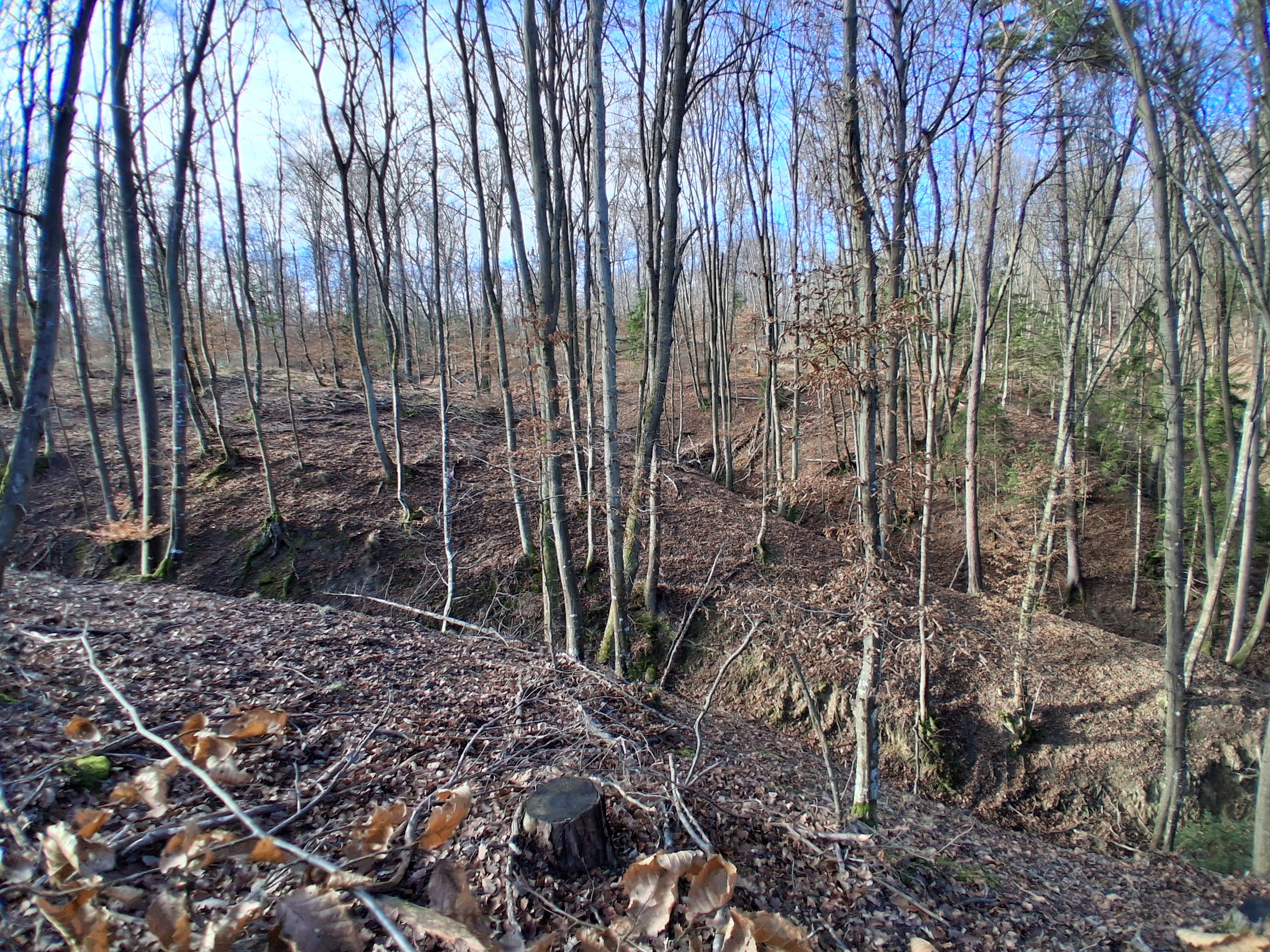
Ein Graben – entstanden durch Entwässerung – zeigt den sedimentären Aufbau des Fenyös

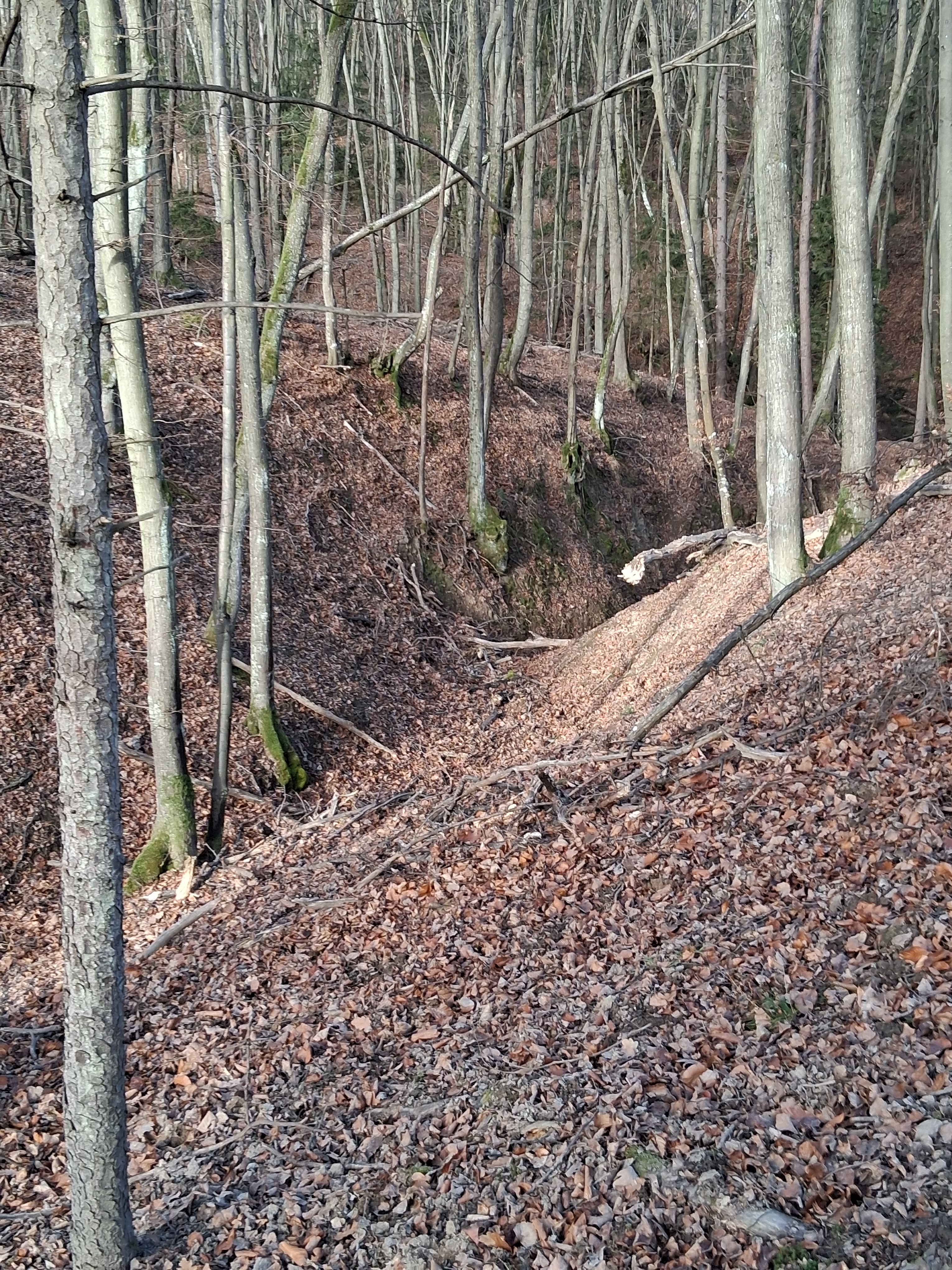
Detailansicht des Grabens am Fenyös

## Lage und Entstehung
Der Fenyös ist Teil der Transdanubischen Vulkanregion und bildet darin den östlichsten Ausläufer zahlreicher erloschener Vulkane. Zugleich ist er eingebettet in das im weiteren Umfeld sedimentär aufgefüllte Oberpullendorfer Becken und fügt sich nahtlos an den Siedlungsbereich von Oberpullendorf an.
Untersuchungen zufolge weist er etwa ein Alter von 12 Millionen Jahren auf und ist damit älter als sein vulkanischer Nachbar, der Pauliberg (etwa 11 Mio. Jahre). Es handelt sich um Vulkanismus, der vom Sarmatium bis zum Beginn des Pannonium hohe Aktivität zeigte (Miozän). Kümel und folgende Werke gingen von 2 Ausbrüchen aus (Kümel zufolge schloss die Aktivität mit einer Tuffexplosion, bei einer späteren Recherche war Letztere nicht eindeutig belegbar – als möglicher Grund für die fehlenden Tufffunde wurden menschliche Einflüsse wie Bautätigkeiten, Erdverschübe und zugewachsene Aufschlüsse nicht ausgeschlossen). Spätere Analysen haben eine höhere Anzahl von Eruptionen nachgewiesen – mindestens 5 sind dokumentiert.
Eine Basaltschicht in Stoob wird ebenfalls unterschiedlich diskutiert. Während Kümel sie als Resultat einer Eruption aus Oberpullendorf wertet, sieht Rath das Vorkommen als Ergebnis eines eigenen Durchbruchs.
Letzteres würde folgende Zeitleiste ergeben: Der älteste Vulkan im Mittelburgenland ist der Vulkan von Oberpullendorf – zeitlich dicht gefolgt vom Durchbruchsversuch in Stoob. Mit zeitlichem Verzug wäre der Pauliberg einzuordnen als jüngster Vulkan im Becken (von 12 Mio. bis etwa 11 Mio. Jahre Entstehungszeit).

## Geschichte
Am Fenyös direkt wurde in früheren Zeiten Basalt abgebaut. Sowohl Kümel als auch Rath erwähnen einen wirtschaftlich betriebenen und einen Stadtsteinbruch. Spätestens seit den 1970er Jahren sind beide aufgelassen. Als Rest des wirtschaftlichen Steinbruchs findet sich heute ein See, der als Fischteich genutzt wird. Im Umfeld des Teiches sind noch Ruinen des ehemaligen wirtschaftlichen Steinbruchs und dessen Transportsysteme zu finden. Der Transport des Materials wurde über die Burgenlandbahn organisiert und spielte auch während des 3. Reiches eine große Rolle beim deutschen Autobahnbau. Zu Beginn des 21. Jahrhunderts wurde das Areal für kulturelle Aktivitäten genutzt wie z. B. die international beachtete jährliche Ausstellung Keramik im Steinbruch (auch K.i.Ste genannt) Das letzte Mal wurde sie 2015 ausgerichtet.
In Stoob wurde in den 1950er Jahren der Basaltsteinbruch eröffnet und ebenfalls noch im 20. Jahrhundert geschlossen.

## Der Vulkan als Namensgeber

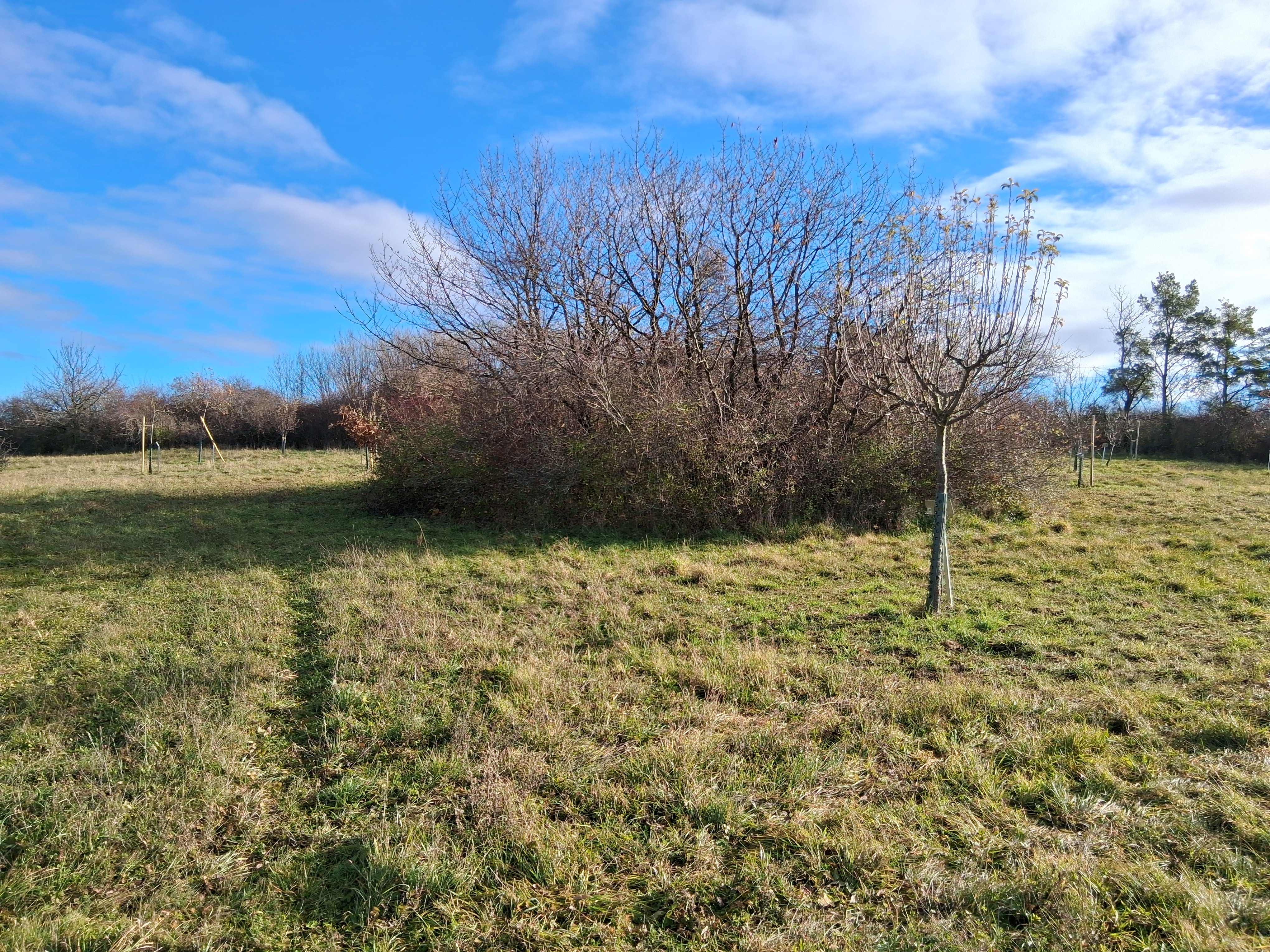
Zwischen Gruppen von älteren Obstbäumen wurde eine Streuobstwiese angelegt

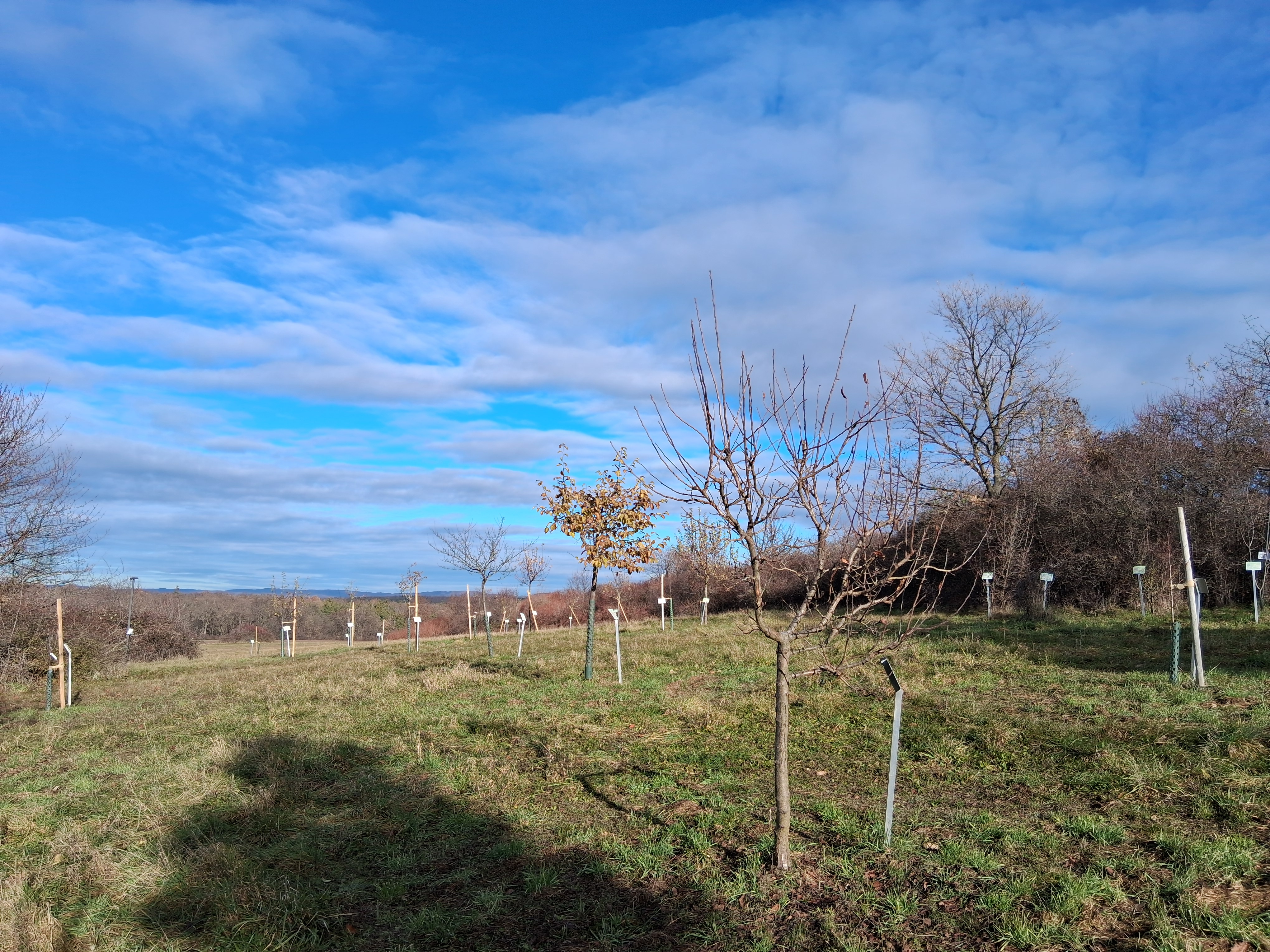
Zahlreiche alte Obstsorten wurden am Fenyös gepflanzt und werden mit Hinweistafeln beschrieben

2013 wurde in unmittelbarer Nähe südöstlich der Kuppe ein Streuobstwiesengebiet eröffnet mit alten, regionalen Sorten. Es trägt den Namen Fenyös Streuobstwiese.
Das regionale Fußballstadion von Oberpullendorf trägt den Namen Fenyösstadion.

## Galerie Steinbruch

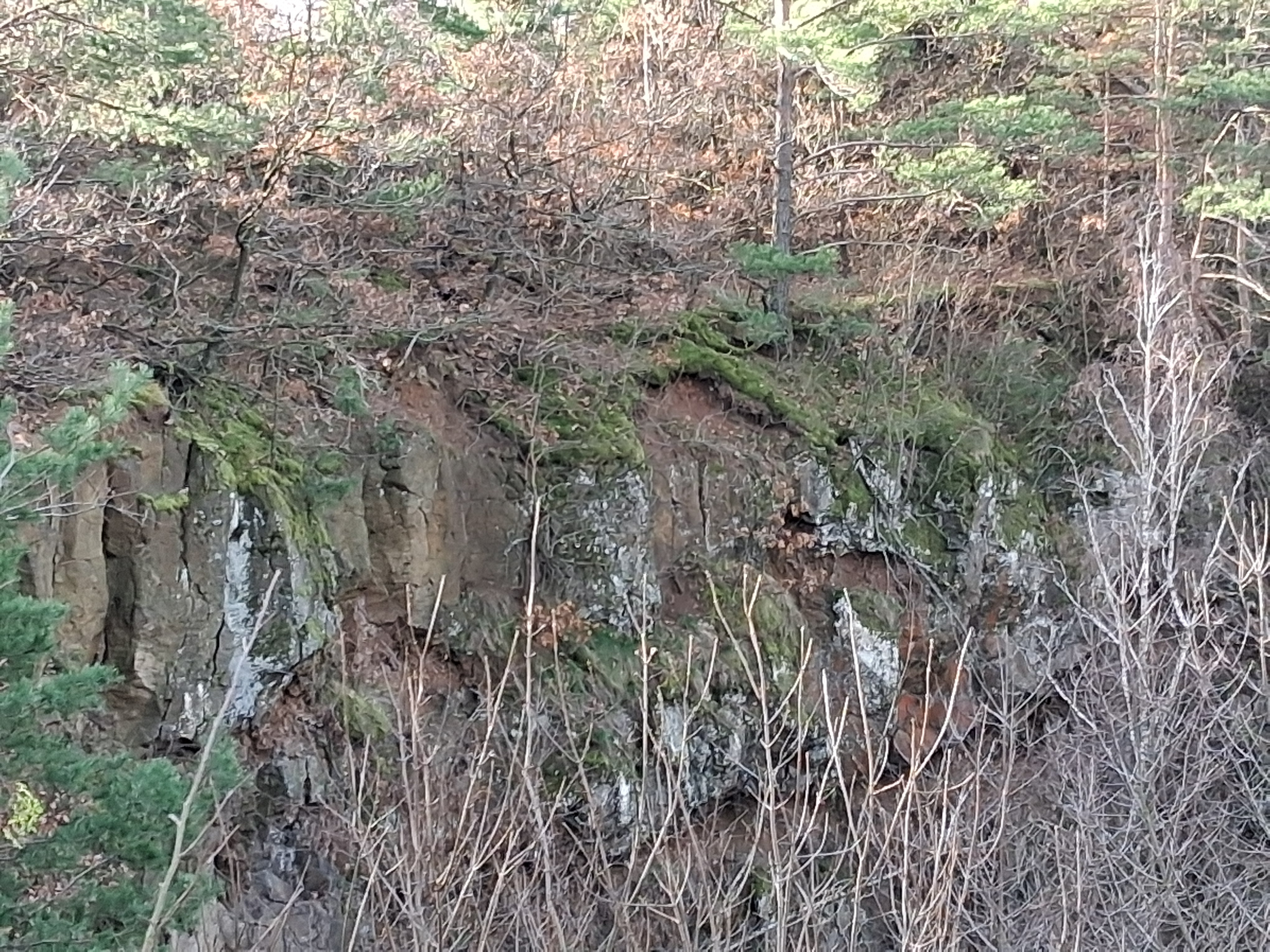
Nahansicht der oberen Basaltdecke aus dem ehemaligen Abbauhang im Steinbruch Fenyös
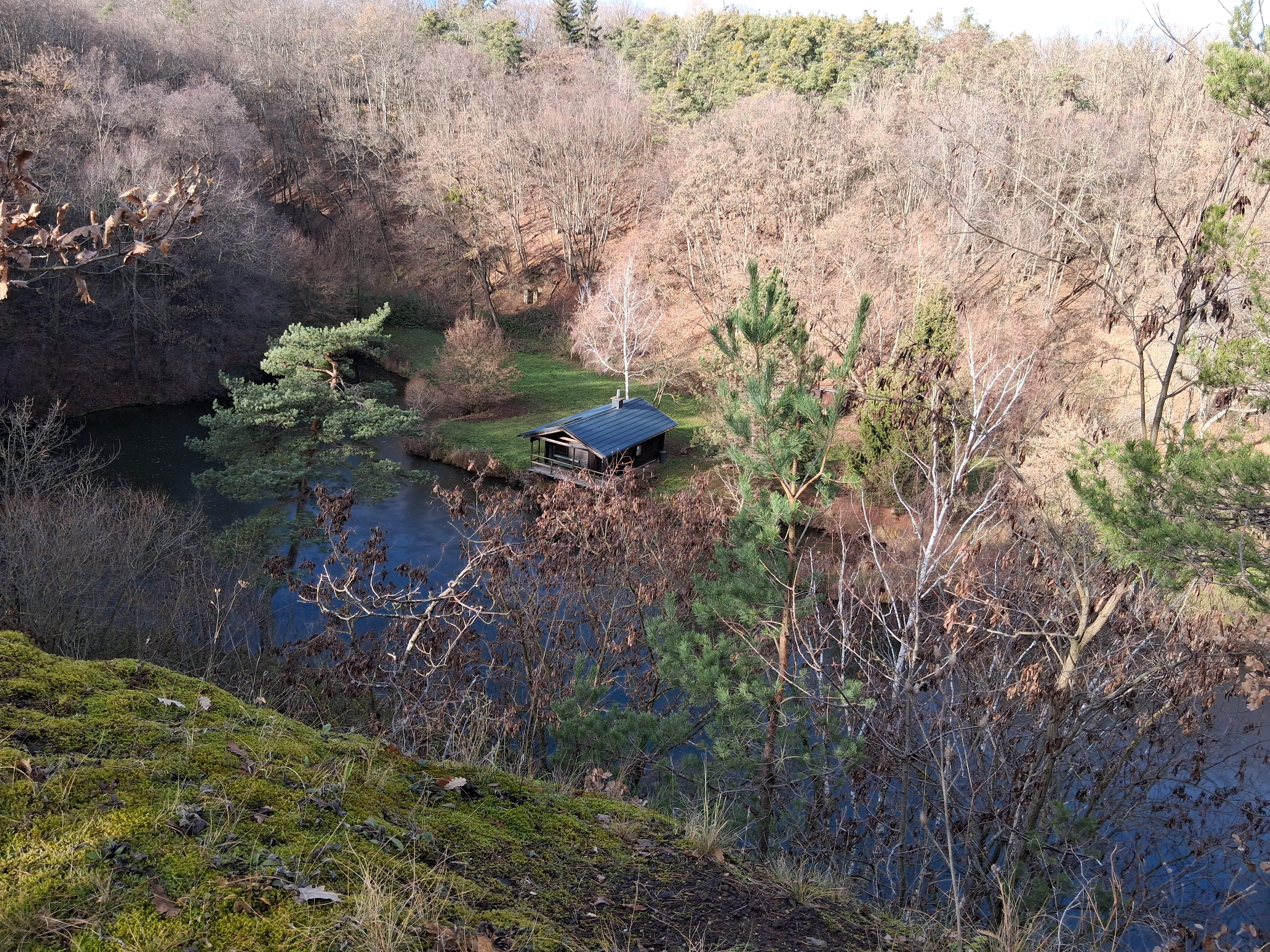
Im Steinbruch hat sich ein See gebildet, der als Fischteich genutzt wird
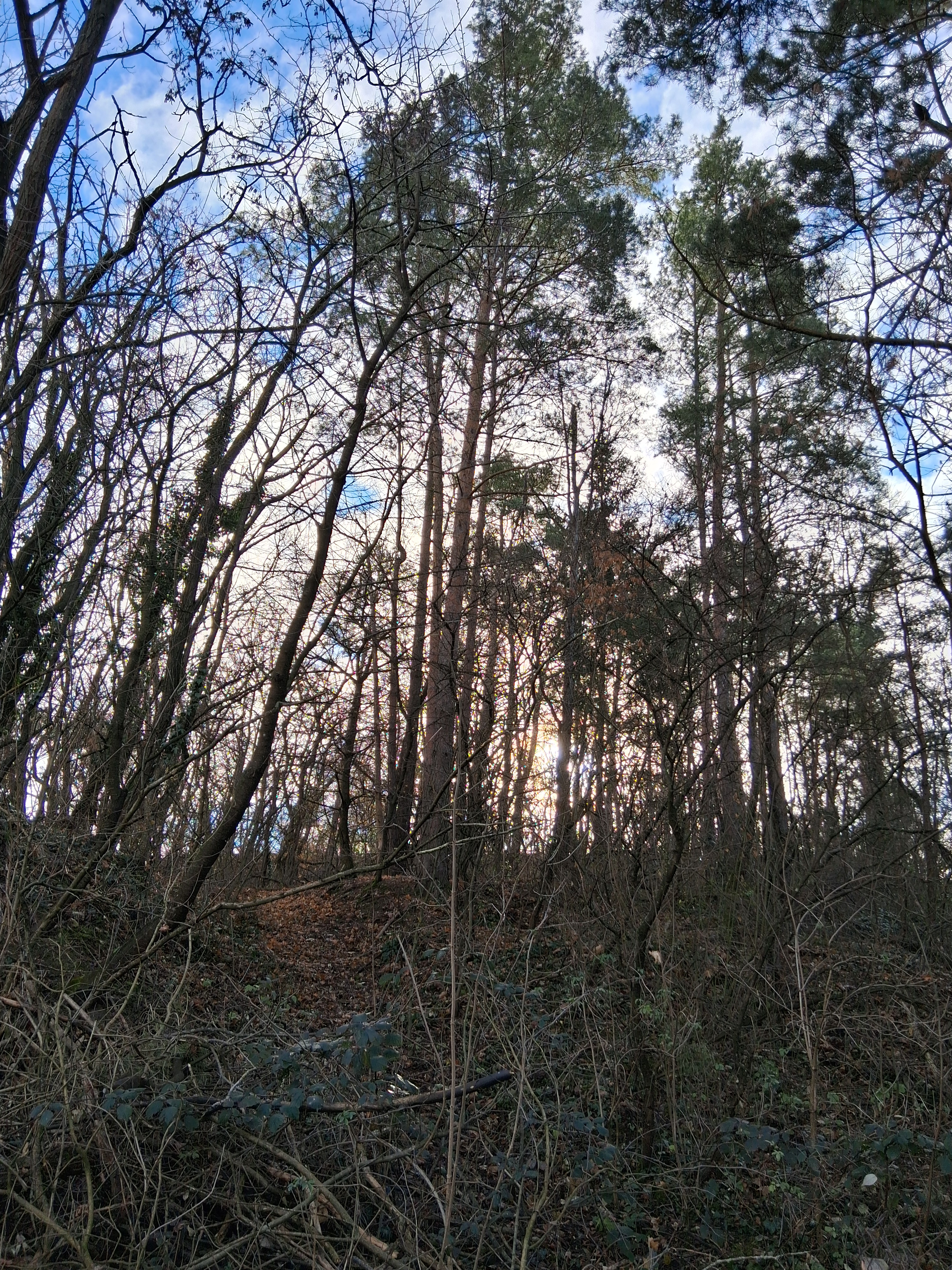
Namensgebend für den ungarischen Namen sind Föhren – Gruppen wie diese finden sich am ganzen Hügel (diese findet sich im Eingangsbereich)
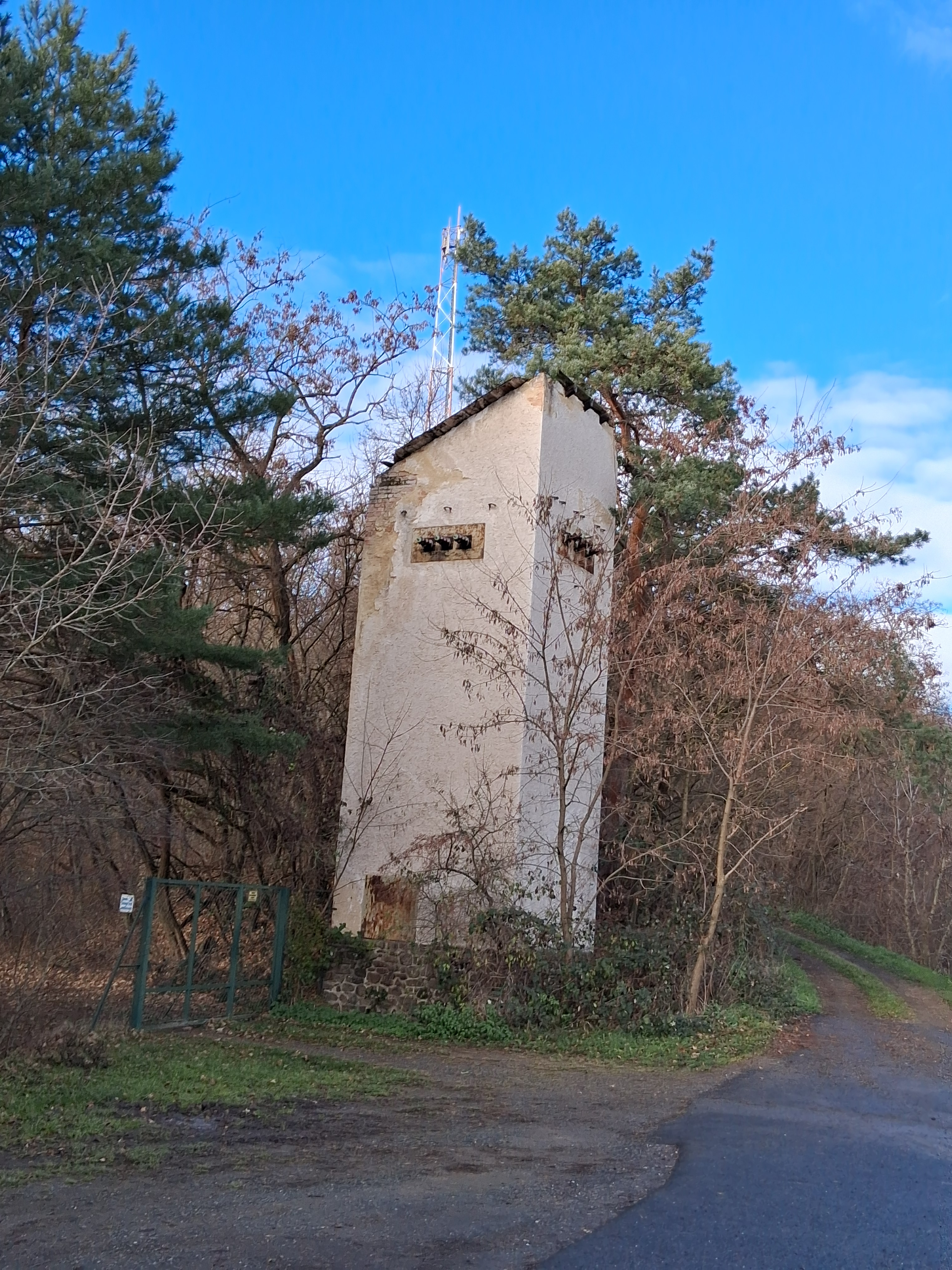
Im Eingangsbereich des Steinbruchgeländes findet sich dieser alte Stromturm
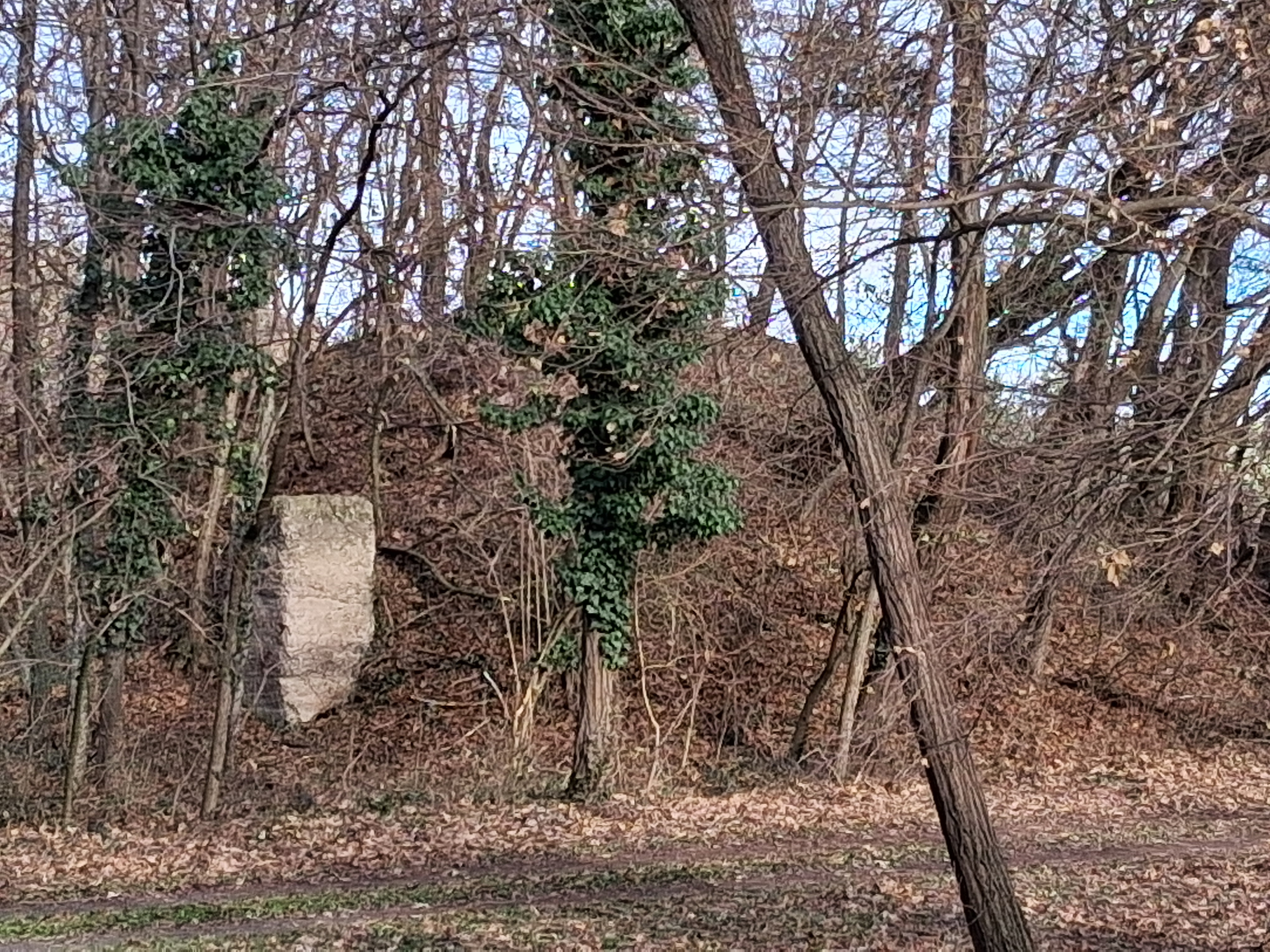
Rest einer Struktur rechterhands im Eingangsbereich
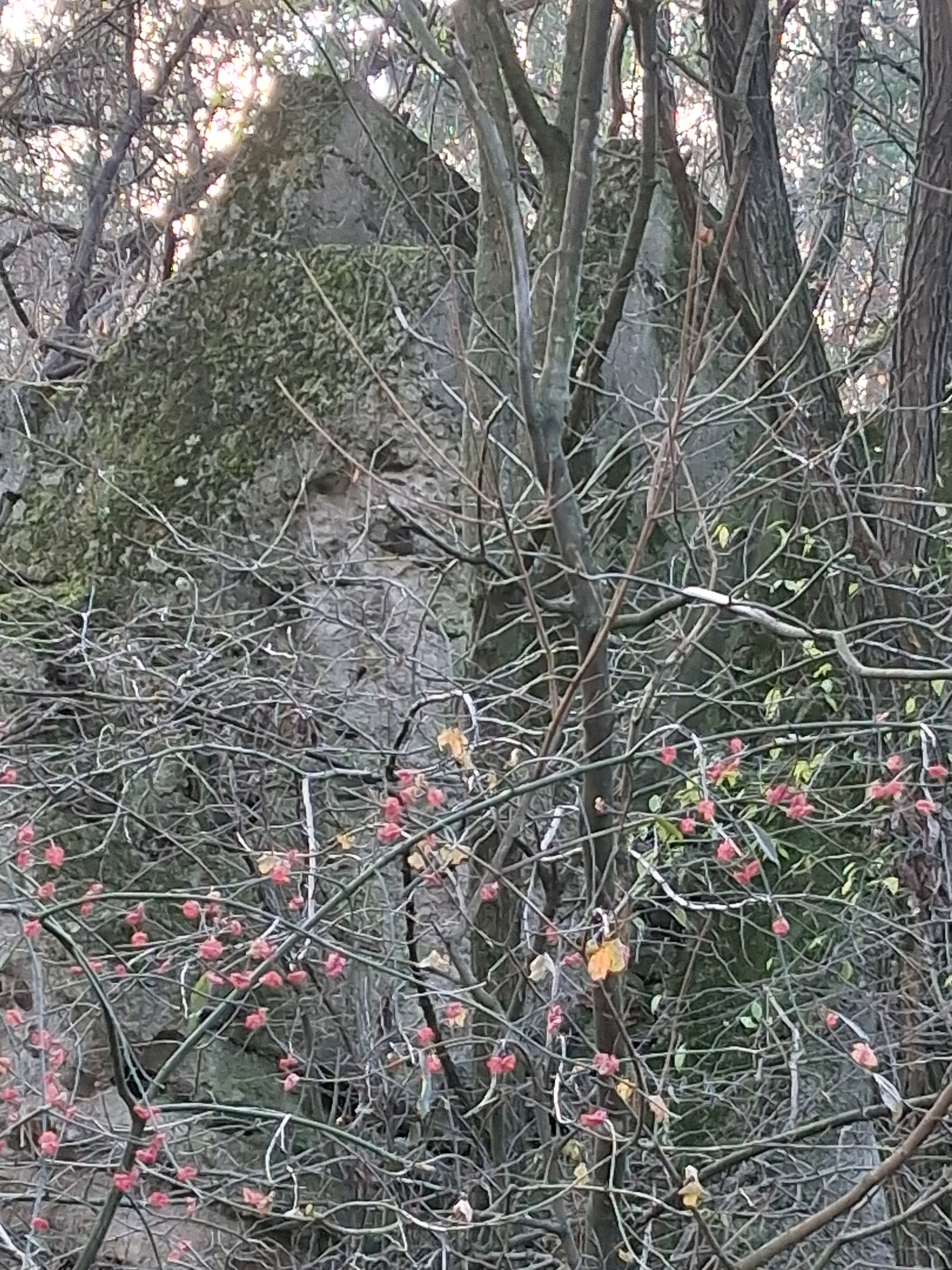
Eine massive Ruine im Steinbruch linkerhands beim Eingang
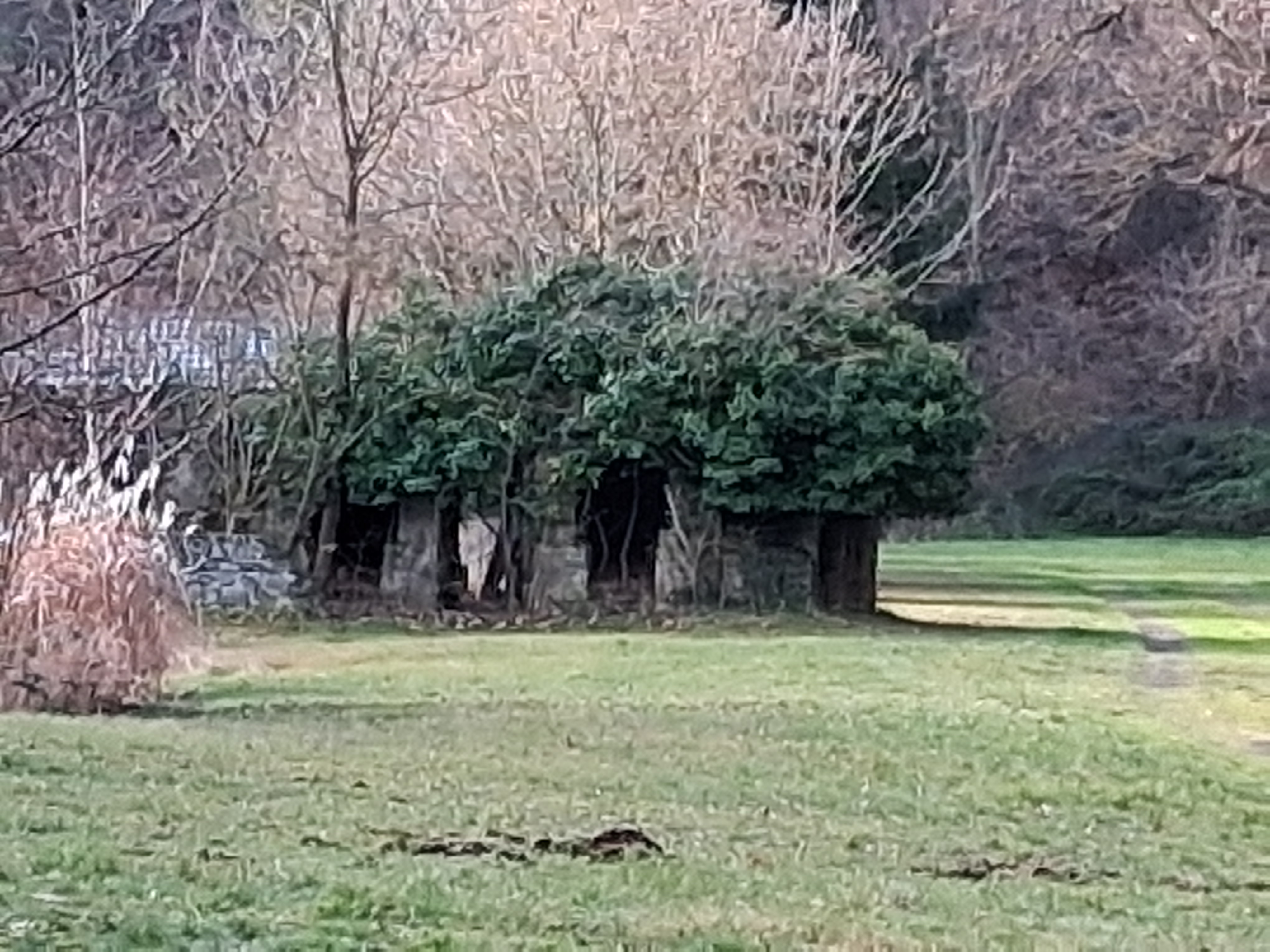
Eine weitere Ruine, komplett überwachsen, beim Fischteich